# 가시마군 (이바라키현)

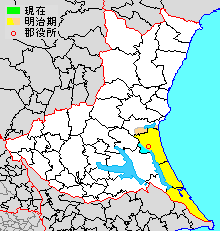
이바라키현 가시마군의 범위(하늘색:후에 다른 군에서 편입된 구역 연노랑:후에 다른 군으로 편입된 구역)

가시마군(鹿島郡)은 일본 이바라키현(히타치국)에 있던 군이다. 가시마 신궁의 신군으로 만들어졌다.

## 군역
1878년 행정 구역으로 발족 당시의 군역은 아래의 구역에 해당한다.
- 가시마시, 가미스시 전역
- 호코타시의 대부분
- 히가시이바라키군 이바라키정의 일부
- 히가시이바라키군 오아라이정의 일부

## 역사
- 1878년 12월 2일 - 군구정촌 편제법이 이바라키현에서 시행되면서 행정 구역으로서의 가시마군이 발족.

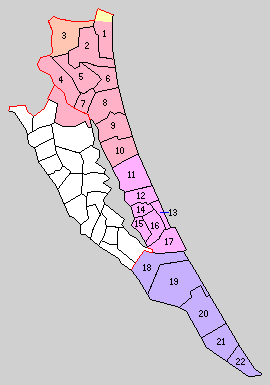
1.나쓰미촌 2.오야촌 3.누마사키촌 4.도모에촌 5.도쿠슈쿠촌 6.스와촌 7.호코타정 8.신구촌 9.가미시마촌 10.시라토리촌 11.다이도촌 12.나카노촌 13.나미노촌 14.도요사토촌 15.도요쓰촌 16.가시마정 17.다카마쓰촌 18.나카지마촌 19.가루노촌 20.와카마쓰촌 21.야타베촌 22.도시모촌 (분홍:가시마시 보라:가미스시 빨강:호코타시 등색:히가시이바라키군 이바라키정 노랑:히가시이바라키군 오아라이정)

- 1889년 4월 1일 - 정촌제 시행으로, 아래의 정촌이 발족.(2정 20촌)
  - 나쓰미촌(夏海村): 현 호코타시, 히가시이바라키군 오아라이정
  - 오야촌(大谷村): 현 호코타시
  - 누마사키촌(沼前村): 현 히가시이바라키군 이바라키정
  - 도모에촌(巴村), 도쿠슈쿠촌(徳宿村), 스와촌(諏訪村), 호코타정(鉾田町), 신구촌(新宮村), 가미시마촌(上島村), 시라토리촌(白鳥村): 현 호코타시
  - 다이도촌(大同村), 나카노촌(中野村), 나미노촌(波野村), 도요사토촌(豊郷村), 도요쓰촌(豊津村), 가시마정(鹿島町), 다카마쓰촌(高松村): 현 가시마시
  - 나카지마촌(中島村), 가루노촌(軽野村), 와카마쓰촌(若松村), 야타베촌(矢田部村), 도시모촌(東下村): 현 가미스시
- 1925년 1월 1일 - 나카지마촌이 개칭하여 이키스촌(息栖村)이 됨.
- 1928년 1월 1일 - 도시모촌이 정제 시행과 개칭으로 하사키정(波崎町)이 됨.(3정 19촌)
- 1954년 9월 15일 - 가시마정·다카마쓰촌·도요쓰촌·도요사토촌·나미노촌이 합병하여, 새로이 가시마정(鹿島町)이 발족.(3정 15촌)
- 1955년
  - 2월 11일 - 누마사키촌이 히가시이바라키군 나가오카정·가미노아이촌·가와네촌과 합병하여 히가시이바라키군 이바라키정이 발족.(3정 14촌)
  - 2월 15일 - 야타베촌이 하사키정에 편입.(3정 13촌)
  - 3월 1일 - 이키스촌·가루노촌이 합병하여, 가미스촌(神栖村)이 발족.(3정 12촌)
  - 3월 3일 - 나쓰미촌·오야촌·스와촌이 합병하여, 아사히촌(旭村)이 발족.(3정 10촌)
  - 3월 15일 - 호코타정·도모에촌·도쿠슈쿠촌·신구촌이 나메가타군 아키쓰촌과 합병하여, 새로이 호코타정(鉾田町)이 발족.(3정 7촌)
  - 3월 31일(3정 5촌)
    - 시라토리촌·가미시마촌이 합병하여, 다이요촌(大洋村)이 발족.
    - 다이도촌·나카노촌이 합병하여, 오노촌(大野村)이 발족.

  - 7월 23일 - 아사히촌의 일부가 히가시이바라키군 오아라이정에 편입.
- 1956년 2월 15일 - 와카마쓰촌이 분리되어, 일부가 가미스촌으로, 잔여부가 하사키정에 편입.(3정 4촌)
- 1970년 1월 1일 - 가미스촌이 정제 시행으로 가미스정(神栖町)이 됨.(4정 3촌)
- 1995년 9월 1일 - 가시마정(鹿島町)이 오노촌을 편입한 후 개칭과 당일 시제 시행으로 가시마시(鹿嶋市)가 되어, 군에서 이탈.(3정 2촌)
- 2005년
  - 8월 1일 - 가미스정이 하사키정을 편입한 후 당일 시제 시행으로 가미스시(神栖市)가 되어, 군에서 이탈.(1정 2촌)
  - 10월 11일 - 호코타정·아사히촌·다이요촌이 합병하여, 호코타시(鉾田市)가 발족. 아닐 가시마군이 소멸됨.

## 참고 문헌
- 《가도카와 일본 지명 대사전》 편집위원회, 편집. (1983년 12월 1일). 《가도카와 일본 지명 대사전》. 8 이바라키현. 가도카와 쇼텐. ISBN 4040010809.